# 池谷繁太郎
池谷 繁太郎（いけたに しげたろう、1853年（嘉永6年6月） - 1908年（明治41年）3月3日）は、明治時代の政治家。自由民権運動家。衆議院議員（1期）。諱は茂時、号は岳雲。

## 経歴
池谷七郎平の長男として駿河国富士郡大宮東町（静岡県富士郡大宮町を経て現富士宮市）に生まれる。幕末、韮山の江川塾に入り漢籍、砲術を学んだ。1872年（明治5年）副戸長となり、学区取締、医務取締、地租改正調、第二大区長、町村連合会議長を経て、1876年（明治9年）静岡県民会議員となり、1880年（明治13年）静岡県会議員に当選した。国会開設請願運動の建白総代に名を連ね、1881年（明治14年）の静岡県改進党の結成に加わり、翌年結成された岳南自由党にも参加した。ほか、国幣中社浅間神社主典を務めた。
1894年（明治27年）9月の第4回衆議院議員総選挙では静岡県第2区から出馬し当選。衆議院議員を1期務めた。